# Arthrobotrys
Arthrobotrys Fresen. – rodzaj workowców. Grzyby mięsożerne, nicieniobójcze.

## Systematyka i nazewnictwo
Pozycja w klasyfikacji według Index Fungorum: Orbiliaceae, Orbiliales, Orbiliomycetidae, Orbiliomycetes, Pezizomycotina, Ascomycota, Fungi.
Rodzaj Arthrobotus utworzył August Karl Joseph Corda w 1839 r. Synonimy:
- Dactylariopsis Mekht. 1967
- Dactylium Nees 1816
- Didymozoophaga Soprunov & Galiulina 1951
- Duddingtonia R.C. Cooke 1969
- Monacrosporium Oudem. 1885
- Woroninula Mekht. 1979[3].

Gatunki występujące w Polsce:
- Arthrobotrys arthrobotryoides (Berl.) Lindau 1906
- Arthrobotrys cladodes Drechsler 1937
- Arthrobotrys conoides Drechsler 1937
- Arthrobotrys dactyloides Drechsler 1937
- Arthrobotrys drechsleri Soprunov 1958[4]
- Arthrobotrys musiformis Drechsler 1937
- Arthrobotrys oligosporus Fresen. 1850
- Arthrobotrys robustus Dudd. 1952
- Arthrobotrys soprunovii Mekht. 1979
- Arthrobotrys superbus Corda 1839[5].